# Ексгаустер
Ексгаустер (рос. эксгаустер, англ. exhauster, нім. Exhaustor, Saugzuggebläse) — пристрій для відсмоктування (при невеликому розрідженні) газів і легких матеріалів (твердих часток завислих у потоці повітря). Ексгаустером підсилюють тягу за топками, видаляють шкідливі гази тощо.